# 杉並児童交通公園
杉並児童交通公園（すぎなみじどうこうつうこうえん）は、東京都杉並区にある杉並区立の公園である。善福寺川緑地に隣接している。

## 概要
善福寺川に面し、高台になったところにある。アスファルトの園路があり、そこを無料貸出の足こぎ式ゴーカート・自転車や持ち込みの自転車で通行できる。園路にはミニチュアサイズの信号機や交通標識が設置されている。

## 歴史
- 1972年（昭和47年）4月1日 - 開園。

## 主な施設
- 管理事務所（ゴーカートや自転車の貸し出し、利用者への交通マナーの指導、落し物の管理など）
- ゴーカート・自転車用園路（全長約1.3km）

- 滑り台などの遊具
- 交通教室（管理事務所の2階に常設）

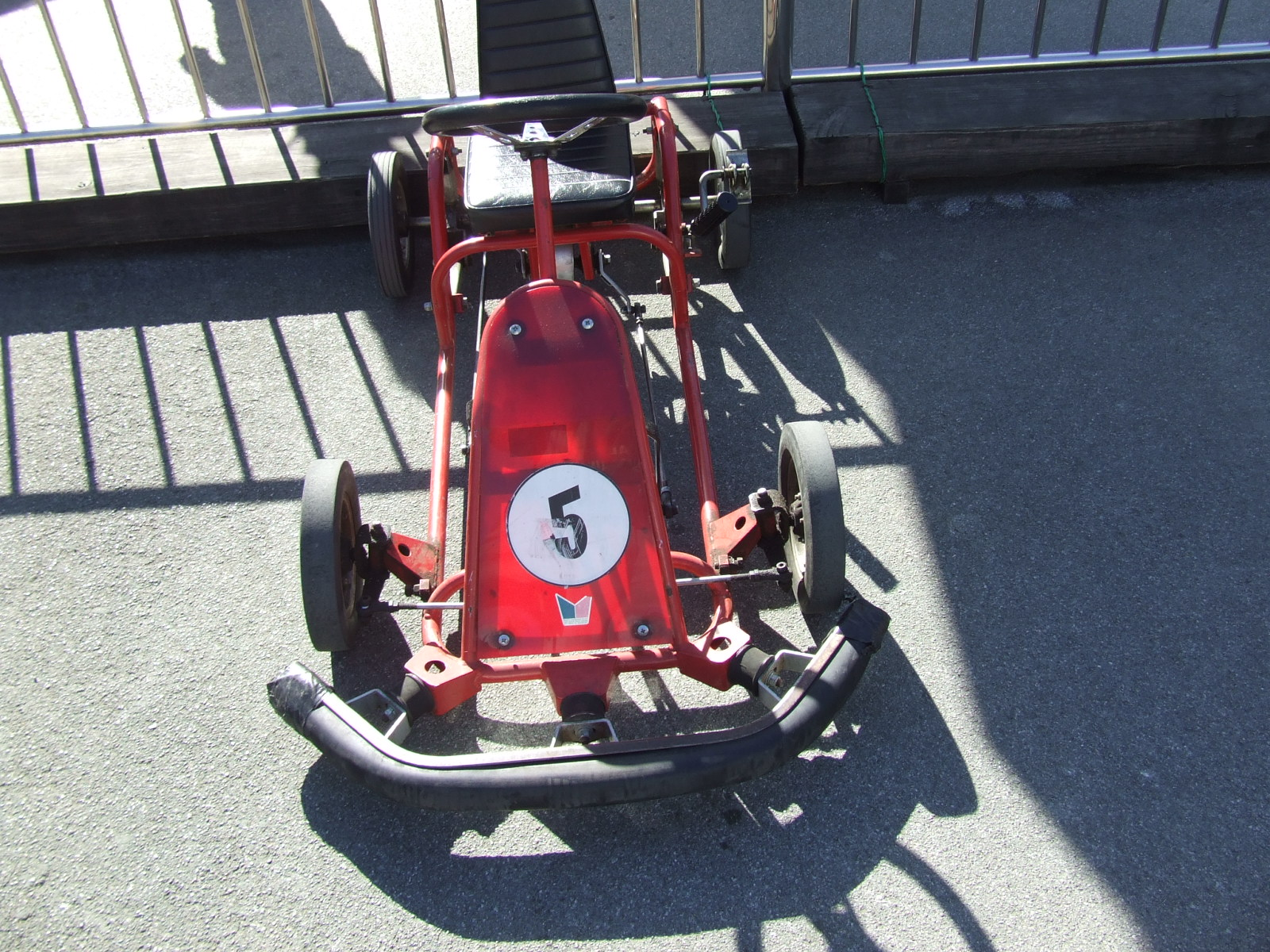
無料貸出しをしているゴーカート（小学生用）

- 売店は設置されていないが、園内に清涼飲料水の自動販売機も隣接される区道に設置されている。
- 手洗所（男女別）

## 展示物
- D51 254号機（蒸気機関車）が静態保存されている（昭和49年（1974年）10月24日～）。

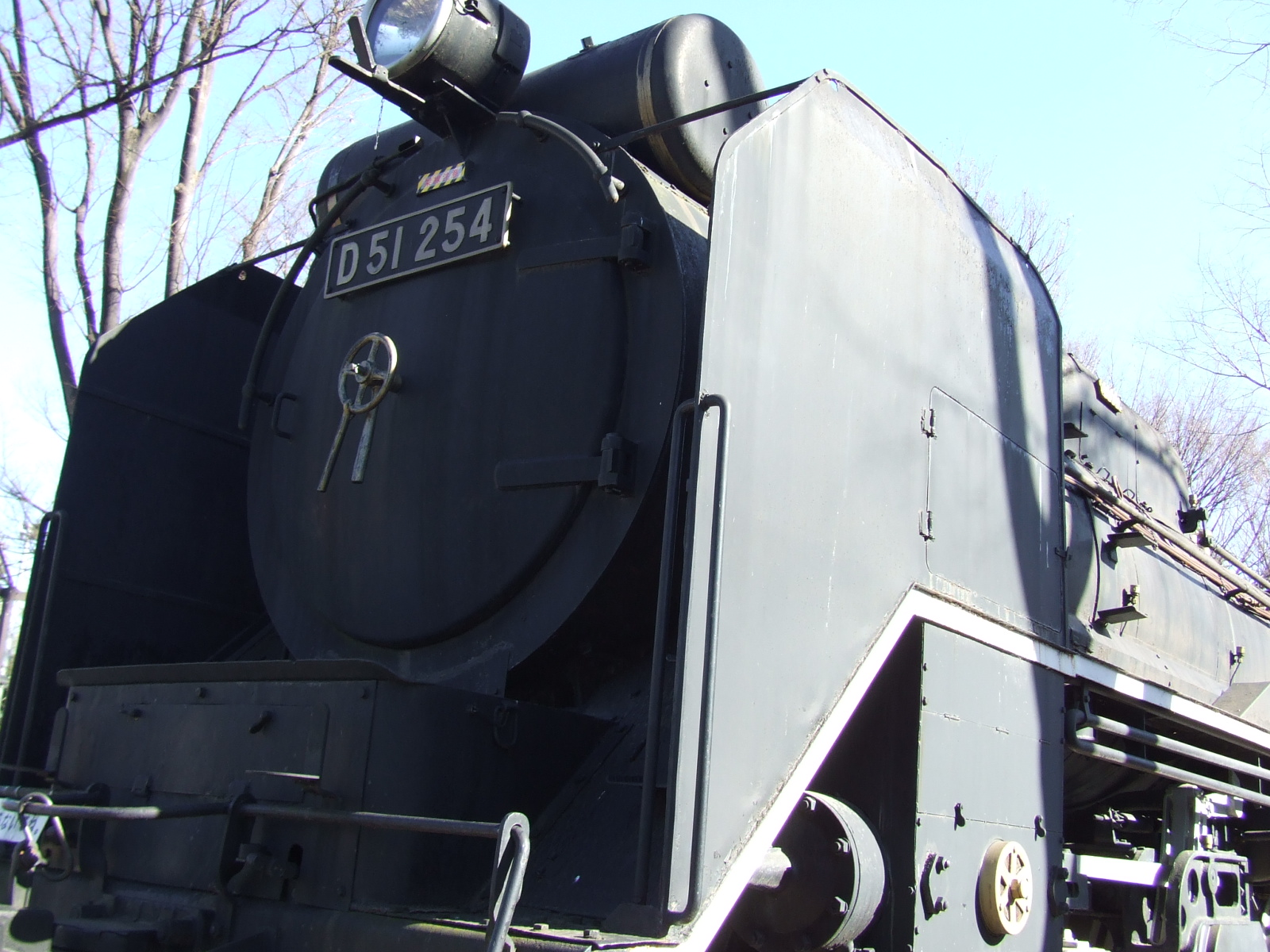
展示されている蒸気機関車D51

## アクセスなど
- JR中央本線 阿佐ケ谷駅・京王電鉄井の頭線 浜田山駅から南北バスすぎ丸けやき路線「児童交通公園入口」下車、徒歩3分
- JR中央本線 中野駅、吉祥寺駅、東京メトロ東高円寺駅から関東バス「善福寺川緑地公園前」下車、徒歩3分
- JR中央本線、東京メトロ 荻窪駅南口から関東バス「五日市街道営業所」下車、徒歩10分

## 開園時間など
- 12月29日から1月3日の休園日を除いて午前8時30分から午後5時まで毎日開園（交通安全教室およびコースの使用時間並びに交通遊具の貸出時間は、午前9時から午後4時30分）。入園料無料。

## その他
- 園内は全面禁煙である。
- ゴミ箱が設置されていないのでゴミの持ち帰りが必要

## 隣接する公園
- 東京都立善福寺川緑地
- 杉並区立なりむね第二児童遊園